# Flint Hill, Antarktis
Flint Hill är en kulle i Antarktis. Den ligger i Östantarktis. Nya Zeeland gör anspråk på området. Toppen på Flint Hill är 800 meter över havet.
Terrängen runt Flint Hill är kuperad åt nordost, men åt sydväst är den bergig. Trakten är obefolkad. Det finns inga samhällen i närheten.